# إدارة التغيير (مشاريع)

## منهجية إدارة التغيير في ادارة المشروع
يضمن نهج إدارة التغيير أن جميع التغييرات المقترحة قد تم تحديدها ومراجعتها والاتفاق عليها حتى يمكن تنفيذها بشكل صحيح وإبلاغها لجميع أصحاب المصلحة. سيضمن هذا النهج أيضًا الموافقة على التغييرات التي تدخل في نطاق هذا المشروع فقط وتنفيذها. يجب عدم الخلط بين نهج إدارة التغيير وعملية إدارة التغيير التي سيتم تفصيلها لاحقًا في هذه الخطة. فنهج إدارة التغيير يتكون من ثلاثة مجالات:
• التأكد من أن التغييرات ضمن نطاق المشروع وذات فائدة
• تحديد كيفية تنفيذ التغيير
• إدارة التغيير أثناء تنفيذه
تم تصميم عملية إدارة التغيير للتأكد من اتباع هذا النهج لجميع التغييرات. فاستخدام هذه المنهجية ، سيمنع فريق مشروع IS من إجراء تغيير غير ضروري لسهولة تعيين موارده فقط على التغييرات المفيدة داخل التي تقع داخل نطاق المشروع.

## تعريفات التغيير
يحدد هذا القسم الأنواع المختلفة من التغييرات التي يمكن تقديمها والنظر فيها للمشروع. قد تشمل هذه التغييرات تغيير الجدول الزمني ، أو تغيير الميزانية ، أو تغيير النطاق ، أو أي تغييرات في مستند المشروع. ستؤثر معظم التغييرات على واحد على الأقل من هذه المجالات ومن المهم مراعاة هذه التأثيرات وكيف ستؤثر على المشروع.
هناك عدة أنواع من التغييرات التي يمكن تقديمها والنظر فيها لمشروع نظم المعلومات. يعتمد جزء كبير من هذه الخطوة على مدى ونوع التغييرات المقترحة، ومعرفة إذا كان الأمر سيتطلب تغيير في وثائق المشروع وتسجيل أي تغييرات معتمدة في خطة المشروع والتأكد من إخطار جميع أصحاب المصلحة بهذه التغييرات. غالباً ما تشمل أنواع التغييرات ما يلي:
• تغييرات الجدولة: التغييرات التي ستؤثر على الجدول الزمني للمشروع المعتمد. قد تتطلب هذه التغييرات تتبعًا سريعًا أو تعطلًا أو إعادة تحديد الجدول الأساسي اعتمادًا على أهمية التأثير.